# Juan Papadakis
Juan Papadakis (Naxos, Grecia, 28 de marzo de 1903-Grecia, 1997) fue un profesor, agrónomo, geógrafo, meteorólogo, climatólogo, y botánico griego.

## Biografía
Nació en Naxos, en el archipiélago de las Cícladas, Grecia, el 28 de marzo de 1903. Cursó la carrera de ingeniero agrónomo en la Facultad Universitaria de Ciencias Agronómicas de Gembloux en Bélgica. Luego de egresar, completó sus estudios en Francia, y posteriormente retornó a Grecia, donde fue contratado por el Ministerio de Agricultura. Desde el 1 de febrero de 1925 hasta 1927 fue el director de la Estación Botánica de Lárisa. En 1927 —y hasta 1946— pasó a trabajar en el Instituto de Mejoramiento Vegetal, en Salónica en donde desempeñó el cargo de director. Allí lideró un equipo el cual aplicó sus mayores empeños en el mejoramiento del trigo, logrando nuevas variedades las cuales permitieron que la producción triguera griega se elevara de 300 000 t a 850 000 t para el año 1939. Con esa base, apoyada luego por el desarrollo de fertilizantes que mejoraban los suelos griegos durante la década de 1940 se logró una producción de 2 700 000 t, transformando a Grecia en un país exportador triguero, gracias al notable éxito conseguido por Papadakis y su equipo.

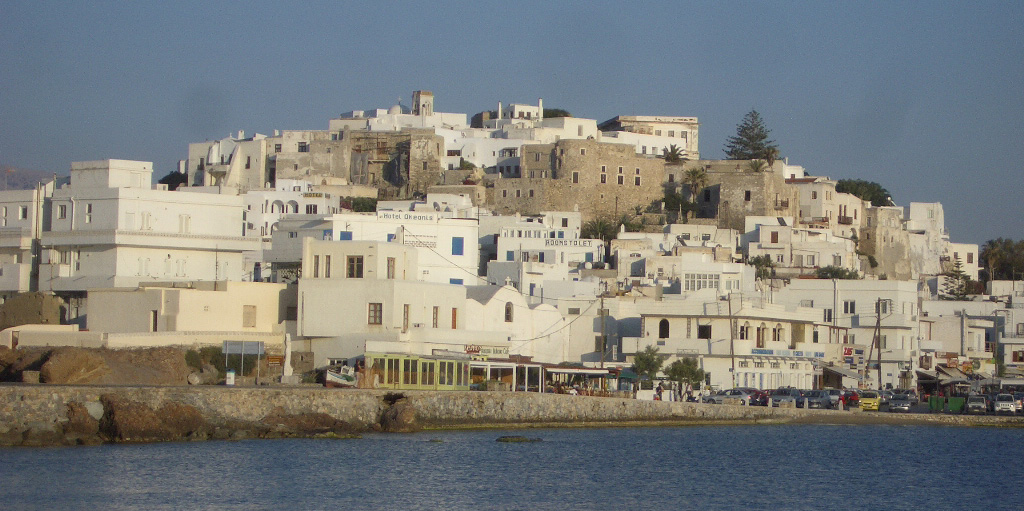
La ciudad griega de Naxos, en donde nació J. Papadakis.

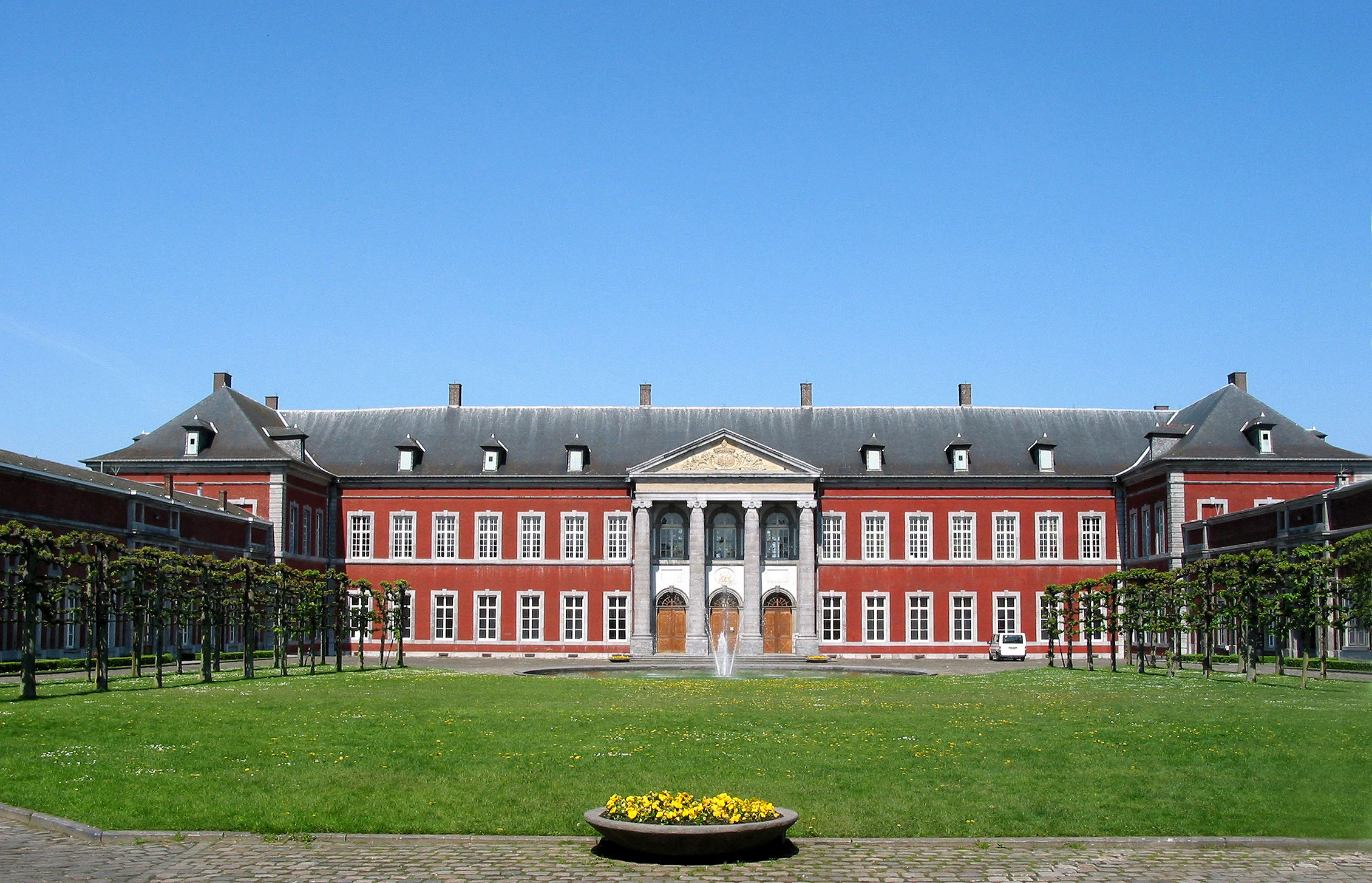
La Facultad Universitaria de Ciencias Agronómicas de Gembloux en Bélgica, en donde J. Papadakis se recibió de ingeniero agrónomo.

En el año 1946 abandona Europa y se radica en América, primero en los Estados Unidos. Trabajando allí, recibe un ofrecimiento del ministro de Agricultura de la Argentina, el ingeniero agrónomo Carlos Emery, para remozar el Instituto de Suelos y Agrotecnia, dependiente de su ministerio. Papadakis acepta, llegando a la Argentina en el año 1948. En ese país ocupó el cargo de Ecólogo en el Ministerio de Agricultura de la Nación, desde 1948 hasta 1954.
Posteriormente fue funcionario de la Asistencia Técnica Internacional, desde 1954 hasta 1954, y desde 1963 hasta 1969. Era contratado por organismos internacionales para realizar estudios a nivel mundial relacionados con la producción agropecuaria, la ecología, y el manejo de los recursos naturales. Entre los organismos que promovieron varias de sus misiones se encuentran la Organización para la Alimentación y la Agricultura (FAO), el Programa de las Naciones Unidas para el Desarrollo (PNUD) la Organización Internacional del Trabajo (OIT), entre otros. Estos trabajos se realizaban de manera paralela a sus actividades científicas. Actuó también en misiones científicas en temas específicos en Chile, Bolivia, Pakistán, el occidente africano, etc. Basado en la suma de estas experiencias que enriquecieron su acervo científico, logró elaborar el «Plan Indicativo Mundial», perfeccionando conceptos, definiciones, y metodologías gracias a «mapas ecológicos» de cada país, para definir la potencialidad agrícola de cada localidad mundial.
Como complemento de sus obras de climatología agrícola escribió otras ligadas a los suelos que posibilitan también el desarrollo vegetal, destacando: Los suelos del Mundo.
En otro paso por la Argentina, desde el año 1972 hasta 1975, representando a la Confederación Intercooperativa Agropecuaria Limitada (CONINAGRO), integró el consejo directivo del Instituto Nacional de Tecnología Agropecuaria (INTA), donde también fue uno de sus investigadores. También fue profesor universitario, dicando clases en la Facultad de Agronomía de la Universidad de Buenos Aires (UBA), desde 1974 hasta 1978.
En el año 1974 se le otorga el cargo de miembro correspondiente de la Academia de Atenas. En 1992, fue declarado profesor honorario de la Universidad Agrícola de Atenas.
En el año 1997, falleció en Grecia, su patria natal. Según otras fuentes, se encuentra sepultado en Argentina

### Como climatólogo
Fue un destacado geoclimatólogo, partidario de la meteorología dinámica, profundo estudioso de la distribución sistemática de los climas en el mundo, como influyen en los cultivos, la flora, la fauna, y finalmente el hombre. Era crítico de los estudios de climatología que se basaban en parámetros que terminaban por arrojar resultados muchas veces absurdos; las variables a las que era particularmente contrario eran dos: la humedad relativa, y la temperatura media. Para la humedad relativa exhortaba su cambio por los registros de tensión de vapor o humedad absoluta, los que permitían calcular la evaporación potencial, indispensable para medir el exceso de agua o por el contrario, la sequía. Era especialmente opuesto a las investigaciones —con sus subdivisiones climáticas resultantes— que tenían como andamiaje cómputos de temperaturas medias, la cual brinda muy poca información sobre las características térmicas de una determinada localidad, y principalmente sin exhibir sus rasgos de continentalidad - oceanidad. En su reemplazo, promovía estudiar los registros de las temperaturas extremas medias, las cuales, entre otros beneficios, permite estimar el peligro de heladas, clave en el desarrollo vegetal, tanto de la flora como de los cultivos.
Generó definiciones para cada uno de los términos que se empleaban en la literatura climatológica, los que hasta ese momento eran sólo expresiones imprecisas, pues variaba lo que ellas representaban de acuerdo a lo que entendía cada especialista. Criticaba las clasificaciones climáticas de tipo déndrico, indicando por qué debían ser de forma multidimensional. En su obra: Climates of the word de 1975 desarrolló en profundidad el concepto de clima mensual, bajo la premisa que el clima anual es una secuencia, resultado del desarrollo climático en cada uno de los 12 meses, los que, al ser menos complejos que los anuales, se los podía definir con dos letras, una que señala sus características térmicas y otra para sus rasgos hídricos, facilitando su representación gráfica en los climogramas, generando fórmulas climáticas, clasificando tipos de verano, tipos de invierno, números térmicos, números hídricos, regímenes hídricos, etc. Todo esto logra explicar por qué se pueden hacer cultivos de las mismas especies en climas muy diferentes. Como resultado de sus investigaciones produjo mapas climáticos que reflejan fielmente la vegetación natural y las potencialidades agropecuarias. Contrastan notablemente con los creados por climatólogos de períodos anteriores, los que están basandos en registros de humedades relativas o temperaturas medias, por ejemplo, la clasificación climática de Köppen del investigador ruso Wladimir Peter Köppen.
En el sistema por él desarrollado, se dividieron los climas del mundo en 10 grandes grupos o familias, las que están compuestas por un total de 73 tipos de clima, los cuales a su vez se subdividen según el tipo de verano, tipo de invierno, números térmicos, números hídricos, régimen hídrico, etc. haciendo que el complejo presentado sea abierto por completo, y al mismo tiempo, detallado y preciso. Dedicó sus mayores esfuerzos al estudio de los climas de la península ibérica, y los de las excolonias ibéricas de África, Asia, y América Latina.

## Algunas obras de su autoría
- Papadakis, Juan (1929) Agricultura general y especial (en griego).
- Papadakis, Juan (1931) Project of an international map of Wheat climates. Ass. Int. Sel. Palnt. Bull 4: 1 (en inglés).
- Papadakis, Juan (1938) Ecologie Agricole. París (en francés).
- Papadakis, Juan (1947) Riego, población y riqueza (el problema político, demográfico y económico-social más trascendental en la mayor parte de la Argentina). Vol. 32 de Enciclopedia agropecuaria argentina. Ed. Sudamericana, 222 pp. (en español).
- Papadakis, Juan (1948) Informes ecológicos. IDIA número especial (en español).
- Papadakis, Juan (1951) Mapa ecológico de la República Argentina. 158 pp. Buenos Aires, Argentina (en español).
- Papadakis, Juan (1952) Mapa ecológico de la República Argentina. Buenos Aires (en español).
- Papadakis, Juan (1952) Agricultural Geography of the World. Buenos Aires (en inglés).
- Papadakis, Juan (1952) Agricultural Geography of the World. Buenos Aires (en japonés).
- Papadakis, Juan (1954) Ecología de los cultivos. Tomo I Ecología General. Ministerio de Agricultura y Ganadería. Buenos Aires. 222 pp. (en español).
- Papadakis, Juan (1954) Ecología de los cultivos. Tomo II Ecología Especial. Ministerio de Agricultura y Ganadería. Buenos Aires. 461 pp. (en español).
- Papadakis, Juan (1954) Contribución al estudio de los climas argentinos. Tipos de régimen hídrico. Rev. Inv. Agr. VIII: 207 (en español).
- Papadakis, Juan (1954) Experiencias con especies exóticas de pasto y forraje en el Altiplano de Puno, Perú. OIT. Ginebra, Suiza (en español).
- Papadakis, Juan (1959) Inflation, Employment, Economic Development and Free Economy. Editó el autor, 14 pp. (en inglés).
- Papadakis, Juan (1960) Geografía agrícola mundial. Barcelona, Salvat. 648 pp. (en español).
- Papadakis, Juan (1961) Climatic Tables for the World. Buenos Aires. 175 pp. (en inglés).
- Papadakis, Juan (1962) Avances recientes en el estudio de los climas. IDIA 175: 1-28 (en español).
- Papadakis, Juan (1966) Crop Ecologic Survey in relation to Agricultural Development in Western Pakistan. 51 pp. FAO. Roma, Italia (en inglés).
- Papadakis, Juan (1966) Crop Ecologic Survey in West Africa (Liberia, Ivory Coast, Ghana, Togo, Dahomey, and Nigeria). FAO. Roma, Italia (en inglés).
- Papadakis, Juan (1967) The food problem of India. Buenos Aires. 79 pp. (en inglés).
- Papadakis, Juan (1969) Soils of the world. Elsevier Publishing Co. 208 pp. Ámsterdam (en inglés).
- Papadakis, Juan (1970) Climates of the World. Buenos Aires (en inglés).
- Papadakis, Juan (1970) Agricultural Potentialities of World Climates. Buenos Aires (en inglés).
- Papadakis, Juan (1970) Fundamentals of Agronomy, Compendium of Crop Ecology. 73 pp. (en inglés).
- Papadakis, Juan (1972) Growth retardants: auxins, biohemical plant interaction, and dense high yielding crops. N.º 1. 32 pp. (en inglés).
- Papadakis, Juan (1972) Viaje al futuro al principio del siglo XXI. Editó el autor, 67 pp.
- Papadakis, Juan (1973) Reconocimiento e investigación de los suelos, Chile: Regiones ecológicas de Chile. Vol. 3 de AGL:SF/CHI/18 informe técnico. Editor Programa de las Naciones Unidas para el Desarrollo, 49 pp.
- Papadakis, Juan (1975) Potential Evapotranspiration. Buenos Aires (en inglés).
- Papadakis, Juan (1969) Mapa ecológico de Chile. FAO (en español).
- Papadakis, Juan (1972) Auxins, Biochemical Plant Interaction Growth Retardants and Dense High Yielding Crops. Editó el autor. 32 pp. (en inglés).
- Papadakis, Juan (1973) Chile, Regiones ecológicas de Chile. FAO. AGL: SF/CHI 18 Informe técnico 3. Roma, Italia (en español).
- Papadakis, Juan (1974): Posibilidades Agropecuarias de las Provincias Argentinas. Fascículo 3: en Enciclopedia Argentina de Agricultura y Jardinería, tomo II (2.ª ed.). Buenos Aires: Acme SACI; pp. 1-86 (en español).
- Papadakis, Juan (1975): Climates of the World and their Potentialities. Buenos Aires. 200 pp. (en inglés).
- Papadakis, Juan (1975): Primeras Jornadas Agropecuarias y Forestales de las áreas subtropicales, Formosa. 1974. AACREA. Buenos Aires (en español).
- Papadakis, Juan (1977) Climatic restraints, soil limitations, farming systems, and possibilities in the humid tropics. Buenos Aires (en inglés).
- Papadakis, Juan (1977) Climatic restraints, soil limitations, farming systems, and possibilities in the dry tropics and subtropics. Buenos Aires (en inglés).
- Papadakis, Juan (1977) Climatic restraints, soil limitations, farming systems, and possibilities in Pampean tierra Fria, and humid subtropical climates. Buenos Aires (en inglés).
- Papadakis, Juan (1977) Climatic restraints, soil limitations, farming systems, and possibilities in mediterranean climates. Buenos Aires (en inglés).
- Papadakis, Juan (1977) Climatic restraints, soil limitations, farming systems, and possibilities in climates with severe winters. Buenos Aires (en inglés).
- Papadakis, Juan (1978) Mapa ecológico abreviado de la República Argentina. 79 pp. Ministerio de Agricultura y Ganadería. Buenos Aires (en español).
- Papadakis, Juan (1980) Ecología y manejo de cultivos, pasturas y suelos. Editorial Albatros (en español).
- Papadakis, Juan (1980) El clima; con especial referencia a los climas de América Latina, península ibérica, Excolonias Ibéricas, y sus potencialidades agropecuarias. Editorial Albatros. Buenos Aires. 377 pp. (en español).
- Papadakis, Juan (1980) El Suelo; con referencia especial a los suelos de América Latina, península ibérica y excolonia ibéricas. Editorial Albatros. Buenos Aires. 346 pp. (en español).
- Papadakis, Juan (1981) El problema mundial del hambre. Ed. Albatros, 188 pp.
- Papadakis, Juan (1981) Inflación, desempleo, desarrollo y soluciones posibles. Ed. Albatros, 153 pp.
- Papadakis, Juan (1990) Fundamental science: with a discussion of problems of our time, that fundamental science helps to understand. Editor Academy of Athens, 43 pp.